# Flex-Able
Flex-Able е дебютният албум на китариста Стив Вай. Той е много по-различен от следващите му албуми и е силно повлиян от Франк Запа. За това някои хора считат, че това е албум само за най-верните фенове на Стив Вай.

### Бонус песни (на пре-издадения CD)
Тези последни 4 парчета са само на преиздадения CD. Освен тук, могат да бъдат намерени и в Flex-Able Leftovers.
1. „So Happy“ – 2:44
2. „Bledsoe Bluvd“ – 4:22
3. „Burnin' Down the Mountain“ – 4:22
4. „Chronic Insomnia“ – 2:05